# George V. Hansen

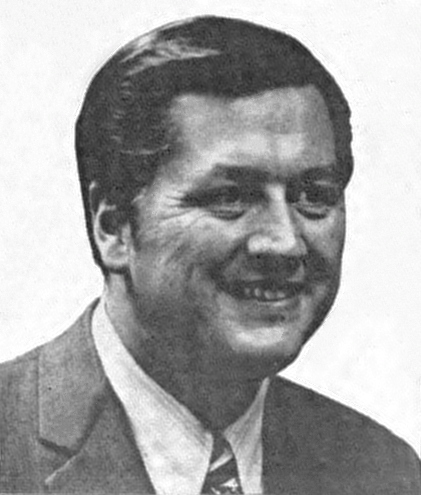
George V. Hansen (1975)

George Vernon Hansen (* 14. September 1930 in Tetonia, Teton County, Idaho; † 14. August 2014 in Pocatello, Idaho) war ein US-amerikanischer Politiker. Zwischen 1965 und 1969 sowie von 1975 bis 1985 vertrat er den zweiten Wahlbezirk des Bundesstaates Idaho im US-Repräsentantenhaus.

## Frühe Jahre und Aufstieg
George Hansen besuchte die öffentlichen Schulen seiner Heimat und danach das Ricks College in Rexburg. Zwischen 1956 und 1957 sowie von 1962 bis 1963 studierte er an der Idaho State University. Zwischenzeitlich hat er im Jahr 1958 auch das Grimms Business College absolviert. Zwischen der Grundschule und seiner Studienzeit war George Hansen von 1951 bis 1954 Mitglied der US-Luftwaffe. Zwischen 1964 und 1970 gehörte er der Reserve der US-Marine an. Von 1958 bis 1965 war er auch in der Versicherungsbranche tätig.

## Politische Laufbahn
George Hansen wurde Mitglied der Republikanischen Partei. In den Jahren 1961 und 1962 war er Bürgermeister der Gemeinde Alameda, die später mit Pocatello zusammengelegt wurde. Im Jahr 1962 kandidierte er erfolglos für einen Sitz im US-Senat und im Jahr 1968 war er Delegierter zur Republican National Convention, auf der Richard Nixon als Präsidentschaftskandidat der Partei nominiert wurde. Bei den Kongresswahlen des Jahres 1964 wurde Hansen im zweiten Wahlbezirk von Idaho in das US-Repräsentantenhaus gewählt, wo er am 3. Januar 1965 Ralph R. Harding ablöste. Nach einer Wiederwahl im Jahr 1966 konnte er sein Mandat im Kongress bis zum 3. Januar 1969 ausüben. Bei den Wahlen des Jahres 1968 hatte er zu Gunsten einer dann erfolglosen Kandidatur für den US-Senat auf eine neuerliche Wiederwahl verzichtet. Sein Sitz fiel dann an Orval H. Hansen.
Im Jahr 1972 bewarb sich George Hansen zum dritten Mal erfolglos um einen Sitz im US-Senat. Zwischen 1969 und 1971 arbeitete er für das US-Landwirtschaftsministerium. Danach kehrte er nach Potacello zurück, wo er sich seinen privaten Geschäften widmete. 1974 wurde er erneut in das US-Repräsentantenhaus gewählt. Dort absolvierte er zwischen dem 3. Januar 1975 und dem 3. Januar 1985 fünf weitere Legislaturperioden. Im Jahr 1984 unterlag er dem Demokraten Richard H. Stallings. Hansen galt als einer der konservativsten Kongressabgeordneten seiner Zeit. Im Jahr 1979 reiste er während der politischen Krise mit dem Iran nach Teheran, um mit den Iranern zu verhandeln.

## Weiterer Lebenslauf
Im Jahr 1984 wurde er beschuldigt, nicht alle seine Einnahmen angegeben zu haben. Diese Angelegenheit hat auch zu seiner Wahlniederlage beigetragen. Er wurde wegen des Vergehens zu 15 Monaten Gefängnis verurteilt. Dieses Urteil wurde 1995 vom Obersten Gerichtshof aufgehoben. Hansen wurde Vorsitzender einer politischen Beraterfirma in Washington. Er lebte zuletzt in Arlington in Virginia.

## Werke
- To harass our people: The IRS and government abuse of power. Positive Publications, Washington DC 1980, 2. Auflage 1984.
- How the IRS seizes your dollars and how to fight back. Simon and Schuster, New York 1981, ISBN 0-671-42795-4.